# Шолдерс, Джим
Джеймс «Джим» Шолдерс (англ. Jim Shoulders; 13 мая 1928, Талса, штат Оклахома, США — 20 июня 2007, Генриетта) — американский родео-ковбой, который на момент своей смерти считался самым успешным среди членов профессиональной ассоциации ковбоев родео.
Начал выступать в родео на быках в возрасте 14 лет и выступал вплоть до получения серьёзной травмы в возрасте 42 лет. Он пять раз выигрывал чемпионат мира по родео (1949, 1956, 1957, 1958 и 1959 годы), трижды становился чемпионом по родео на быках (1951, 1954, 1959) и трижды — чемпионом в родео на лошадях без седла (1950, 1956, 1958). Также он известен по огромному количеству полученных им травм и тому, что, сломав одну руку во время состязаний, выступал, используя лишь одну руку, и в итоге стал чемпионом.
Шульдерс ушёл из родео в 1970 году. На заработанные деньги он купил ранчо в Оклахоме площадью 400 акров, где занимался разведением скота и создал первую школу бычьего родео «Торнадо», где тренировалось более 200 наездников. В 1970-е и 1980-е годы, на волне памяти о своих успехах в родео, активно снимался в образе ковбоя в рекламе пива, джинсов и сапог. Его менеджером был Билли Мартин, бывший менеджер бейсбольной команды «Нью-Йорк Янкис». Был членом четырёх Залов славы родео, в том числе Зала славы Оклахомы с 1995 года и Зала славы профессионального родео в Колорадо-Спрингс с 1979 года.
Женился в 1947 году, имел четырёх детей. Скончался в 2007 году от болезни сердца.